# Esclavo moribundo
Esclavo moribundo, es una escultura de mármol blanco creada hacia 1513 por el escultor renacentista Miguel Ángel. Junto con otra del mismo autor, llamada Esclavo rebelde, se encuentra en el Museo del Louvre en París. Tiene unas medidas de 229 centímetros de altura
Empezó esta escultura Miguel Ángel, después de la realización de la pintura para la bóveda de la Capilla Sixtina. Estaba destinada para formar parte del grupo escultórico de la tumba del papa Julio II, que había de colocarse en la parte inferior del monumento.
Es de una belleza formal y espiritual, presenta un claro contrapposto, se expresa en un abandonamiento como de cansancio total, comparada con esculturas helenísticas del último periodo y con una clara influencia del Laocoonte y sus hijos, también, según el historiador Tolnay, con un san Sebastián de Antonio Rossellino. Vasari interpreta las esculturas de los esclavos con una iconografía de las provincias sometidas por Julio II al poder de la iglesia y Ascanio Condivi con un significado de las artes liberales, dándole al Esclavo moribundo la alegoría de la pintura por la mona que tiene a sus pies.
Al ser eliminadas estas obras para el monumento de Julio II, Miguel Ángel regaló esta escultura junto con la del Esclavo rebelde, en 1546 a Roberto Strozzi, el cual hizo transportar las esculturas a Francia en abril de 1550. Llegan a manos del rey Enrique II que regaló ambas estatuas a Anne de Montmorency, condestable de Francia, y en abril de 1578 estaban colocadas en dos nichos del pórtico de Los Esclavos en el patio de su castillo de Écouen (una pequeña localidad localizada a unos 20 km al norte de París).
En 1632 Enrique II de Montmorency las regaló al cardenal Richelieu que las tuvo en su castillo de Poitou, donde las vio Bernini. Finalmente fueron confiscadas por el gobierno francés en el año 1793 cuando se pretendían vender por la viuda del último mariscal Richelieu. Desde entonces se encuentran en el Louvre.